# شکل‌گیری عشق
شکل‌گیری عشق (انگلیسی: Brewing Love؛‏ کره‌ای: 취하는 로맨스) یک مجموعه تلویزیونی محصول کره جنوبی با بازی کیم سه جونگ، لی جونگ وون، شین دو هیون و بک سونگ چول است. این مجموعه از ۴ نوامبر ۲۰۲۴، روزهای دوشنبه و سه‌شنبه ساعت ۲۲:۰۰ (کی‌اس‌تی) از ئی‌ان‌ای پخش شد. این مجموعه همچنین برای استریم در نتفلیکس در کره جنوبی و در ویکی و ویو در مناطق منتخب قابل دسترسی است.

## بازیگران

### اصلی
- کیم سه جونگ در نقش چه یونگ جو[۳]
- لی جونگ وون در نقش یون مین جو[۳]
- شین دو هیون در نقش بانگ آ روم[۴]
- بک سونگ چول در نقش لی چان هی[۵]